# Honda Pilot

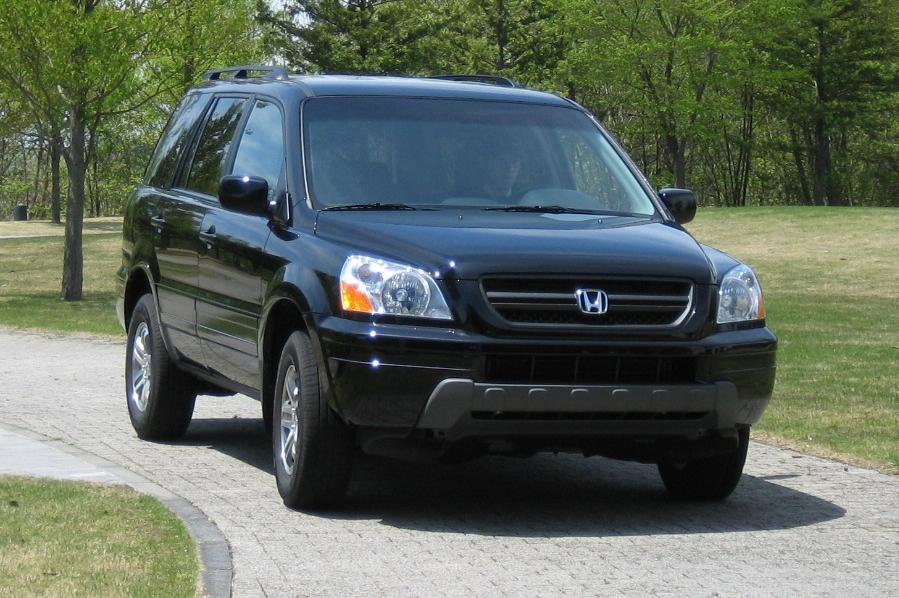
Honda Pilot

Honda Pilot är en SUV med åtta sittplatser, byggd i Kanada för den amerikanska marknaden. Bilen har sålts sedan år 2000 och har av konsumentorganisationen Consumer Guide flera år i rad utnämnts till "bästa köp" i klassen mellanstor SUV. Bilen finns endast med en V6-motor på 3,5 liter och cirka 240 hästkrafter. Årsmodellerna 2000–2005 såldes endast med permanent fyrhjulsdrift, men efter en ansiktslyftning inför 2006 erbjuds numera en framhjulsdriven modell.